# Cari Lekebusch
Cari Lekebusch (1972) is een Zweedse techno-dj. Hij heeft nummers uitgebracht onder de volgende labels: Drumcode Recordings, Truesoul Records, Code Red, Railyard Recordings, Harthouse.
Cari Lekebusch begint op vroege leeftijd met het verzamelen van muziek van uiteenlopende stijlen. Artiesten als James Brown, Kraftwerk, Ralph Lundsten en Herbie Hancock hebben Lekebusch geïnspireerd. Later werkt Lekebusch in de platenzaak Planet Rythm in Stockholm, waar ook Joel Mull en Adam Beyer op dat moment werken.

## Trivia
- Lekebusch heeft ook geproduceerd onder een aantal aliassen, waaronder Mystic Letter K, Mr Barth, Fred, Shape Changer, Vector, The Mantis en Braincell.
- Naast voordraaien, heeft Lekebusch belangstelling voor Kung fu, break dance en graffiti.